# Distrito de Khordha
Khordha (en oriya: ଖୋର୍ଦ୍ଧା ଜିଲ୍ଲା) es un distrito de la India en el estado de Orissa. Código ISO: IN.OR.KH. Comprende una superficie de 2888 km². Centro administrativo es la ciudad de Khordha.

## Demografía
Según censo 2011 contaba con una población total de 2246341 habitantes, de los cuales 1 079 392 eran mujeres y 1 166 949 varones.
En el momento del censo de la India de 2011, el 92,13 % de la población del distrito hablaba Odia; el 1.98 %, urdu; el 1.69 %, telugu; el 1.65 %, hind; el 1.38 %, bengalí; y, el 0.43 %, santalí como primera lengua.